# 리몬체
리몬체(Limonce)는 이탈리아의 대표적인 리큐르인 리몬첼로 중 1위 브랜드이다. 총 3가지 제품(클래식, 크레마, 아마로)가 있다.

## 개요
1983년 Stock Spirits Group에서 최초로 출시된 이후로 그들 만의 엄격한 품질/생산 관리를 통해 가장 대표적인 리몬첼로로 성장하면서 이탈리아 뿐만 아니라 전세계에서 가장 사랑받고 있는 브랜드이다.
전통 레시피 그대로 방부제, 색소, 인공 향신료 없이 레몬껍질 농축액과 설탕을 가지고 제조하여 최상의 품질을 유지하고 있으며, 이탈리아에서는 일반 가정집에서부터 고급 레스토랑 힙한 클럽에서까지 판매될 정도로 다양한 장소에 어울리는 스타일리쉬한 제품이다

## 리몬첼로 설명
1900년대 초반 카프리섬의 보딩하우스에서 레몬과 오렌지를 가꾸던 ‘마리아 안토니아 페레스'에 의해 처음으로 탄생하였으며, 현재는 이탈리아를 포함하여 전세계 약 40여개국에 수출되고 있는 이탈리아 대표 리큐르 중에 하나이다.
시칠리아의 비옥한 땅과 지중해의 풍부한 햇살이 최고 품질의 레몬을 재배할 수 있는 환경을 선사해 주었고 이 레몬으로 만든 리몬첼로를 이탈리아 사람들은 Cuore Italiano, Bacio dal sole (Italian Heart, Kiss form the Sun) 이라고 표현한다.
알코올, 레몬껍질, 설탕 세가지 주 원료가 들어가는 리몬첼로는 양조장 뿐만 아니라 가정에서도 담가 먹을 정도로 이탈리아인들에게는 매우 친숙한 대표적인 식후주이다.
레몬의 상큼하고 달콤한 맛을 담고 있는 리몬첼로는 최근 한국에서도 수요가 급격히 증가하고 있으며, 전 세계 리몬첼로 시장에서 소비량 12위를 차지하고 있다.

## 제품 설명
리몬체는 총 3가지 제품으로 구성되어 있다.
1. 리몬체 클래식
산뜻한 레몬향과 은은한 알코올 향이 조화를 이루어 레몬캔디 같은 단맛과 신선한 레몬껍질의 쌉쌀하고 스파이시한 끝 맛
색상: 네온 옐로우
도수: 25%
용량: 500ml / 700ml / 1,000ml
2. 리몬체 크레마
리몬첼로에 리치한 우유 크림이 상큼달달함에 부드러움을 더해 디저트 같은 맛을 선사함
도수: 17%
용량: 500ml
3. 리몬체 아마로
리몬첼로에 비터함을 더한 맛으로 오매하면서도 이탈리안의 아마로를 산뜻하게 즐길 수 있음
도수: 25%
용량: 500ml

## 음용법
차갑게 해서 스트레이트로 마시거나 칵테일로 주로 마시는데, 주된 칵테일은 다음과 같다.
- 리몬체 토닉 = 리몬체 + 토닉워터
- 리몬체 스피리츠 = 리몬체 + 프로세코 + 탄산수
- 리몬체 진저 = 리몬체 + 진저 시럽(또는 주스) + 토닉워터
- 리몬CC = 리몬체 + 체리 시럽(또는 주스) + 콜라

## 수상내역
2008 월드 스피리츠 어워드 '금상'
2013 인터네셔널 스피리츠챌린지 ‘금상＇
2014 슈페리어 테이스트 어워드 수상
2021 런던 스피리츠 어워드 ‘은상‘
2021 월드 리큐르 어워드 ‘베스트 이탈리안 푸르트‘